# Koenraad II van Auxerre
Koenraad II van Auxerre (ca. 835 - 876) was vanaf 866 hertog van het gebied tussen de Jura en de Alpen.
Koenraad was een zoon van graaf Koenraad I van Auxerre en Adelheid, dochter van Hugo van Tours en Ava van Morvois. Samen met zijn vader had hij in 859 de kant van Karel de Kale gekozen in zijn conflict met Lodewijk de Duitser. Hierdoor verloor hij zijn bezittingen in Zwaben en Beieren. Ze werden door Karel voor hun verliezen gecompenseerd: vader Koenraad werd graaf van Auxerre en zoon Koenraad volgde hem in 863 op. Korte tijd later viel hij echter in ongenade bij Karel en zocht zijn toevlucht bij Lotharius II. Die gaf hem de opdracht om de opstandige hertog Hugbert te verslaan, wat Lotharius zelf al meer dan vijf jaar niet was gelukt. Koenraad versloeg Hugbert in 866 bij Orbe en kreeg als titels: hertog van het gebied tussen de Jura en de Alpen, lekenabt van Saint-Maurice.
Koenraad was gehuwd met Waldrada. Zij kregen de volgende kinderen:
- Rudolf I van Bourgondië
- Adelheid, (ca. 870 - 929), gehuwd met Richard I van Bourgondië
- mogelijk een derde kind, als ouder van Adelheid, de vrouw van Lodewijk de Blinde

(Veel bronnen vermelden dat Adelheid een dochter zou zijn van Rudolf I, maar dan zou ze een volle nicht zijn van Lodewijk en dat zou een huwelijk onmogelijk maken, daarom wordt uitgegaan van een derde kind van Koenraad en Waldrada).

## Voorouders
| Voorouders van Koenraad II van Auxerre (835-876) | Voorouders van Koenraad II van Auxerre (835-876)                     | Voorouders van Koenraad II van Auxerre (835-876)                     | Voorouders van Koenraad II van Auxerre (835-876)                     | Voorouders van Koenraad II van Auxerre (835-876)                     |                                                                      |
| ------------------------------------------------ | -------------------------------------------------------------------- | -------------------------------------------------------------------- | -------------------------------------------------------------------- | -------------------------------------------------------------------- | -------------------------------------------------------------------- |
| Overgrootouders                                  | Rothard van de Argengau (725–771) ∞ Ermenane (-)                     | Isanbarth (–) ∞ Theodrada (-)                                        | Liutfried II van Sundgouw (–) ∞ ? (-)                                | ? (–) ∞ ? (-)                                                        |                                                                      |
| Grootouders                                      | Welf van Altdorf (-) ∞ Eigilwich (-)                                 | Welf van Altdorf (-) ∞ Eigilwich (-)                                 | Hugo van Tours (775-837) ∞ Ava van Morvois (-839)                    | Hugo van Tours (775-837) ∞ Ava van Morvois (-839)                    |                                                                      |
| Ouders                                           | Koenraad I van Auxerre (800-863) ∞ 1180 Adelheid van Tours (-na 866) | Koenraad I van Auxerre (800-863) ∞ 1180 Adelheid van Tours (-na 866) | Koenraad I van Auxerre (800-863) ∞ 1180 Adelheid van Tours (-na 866) | Koenraad I van Auxerre (800-863) ∞ 1180 Adelheid van Tours (-na 866) | Koenraad I van Auxerre (800-863) ∞ 1180 Adelheid van Tours (-na 866) |